# Palau Corner della Ca' Granda
El Palau Corner della Ca' Granda, Ca' Corner del la Ca' Granda o simplement Ca' Corner és un palau renaixentista italià situat en el sestiere de San Marco al costat del Gran Canal de Venècia, entre el Palau Minotto-Barbarigo i la "Casina delle rose". Part de l'edifici és la seu de la ciutat metropolitana de Venècia i de la prefectura.

## Història
La Ca' Corner va ser projectada per Jacopo Sansovino, després que l'any 1532 un incendi hagués destruït la residència prèvia de la família patrícia dels Corner, el Palau Cornaro fundat per Bartolomeo Malombra, comte de la Tisana, l'existència de la qual està testificada per un pla del segle xvi  realitzat per Jacopo de' Barbari i adquirit pels Corner l'any 1499. La crònica d'aquest incendi ha estat narrada per Marin Sanudo. Aquest va ser un dels primers encàrrecs que va rebre l'arquitecte a Venècia.
L'any 1817, després d'un altre incendi, el palau va ser cedit per Andrea Corner al patrimoni estatal de l'Imperi austríac, que va instal·lar en ell la delegació provincial Imperial i a continuació també la lloctinença Imperial, equivalent a la prefectura. Posteriorment, després de l'annexió de la ciutat al Regne d'Itàlia, va mantenir el seu mateix ús, encara vigent en l'actualitat.

## Descripció

L'edifici en un quadre de Canaletto del Gran Canal.

Caracteritzat per una monumentalitat ja posada en relleu pel seu apel·latiu Ca' Granda, trenca amb la seva monumentalitat la seqüència dels edificis limítrofs i exemplifica la capacitat d'innovació del seu dissenyador, Jacopo Sansovino.
Està situat en una ubicació de prestigi, no gaire lluny de la Plaça de Sant Marc. La parcel·la és allargada i l'edifici presenta una planta amb forma de dau, gairebé rectangular amb un pati al nord.
El palau té una façana molt treballada mirant cap al Gran Canal, dividida en tres ordres que es corresponen amb els seus tres nivells, entorn del pati, típic element bramantesc. L'arquitecte va decorar la zona inferior (primer ordre) amb encoixinat, i va donar ritme a les plantes superiors amb una sèrie d'arcs que amplifiquen l'efecte de clarobscur de l'edifici, revelant la seva matriu clàssica, on els entrants prevalen sobre els sortints. En el segon ordre hi ha finestres emmarcades per arcs amb balustre, dividides per parelles de columnes jòniques decoratives que sostenen un entaulament. En el tercer ordre també hi ha finestres emmarcades per arcs amb baranes, dividides en aquest cas per parelles de columnes corínties decoratives que sostenen un entaulament amb finestres el·líptiques en el fris.
El conjunt resulta així modulat per la incidència de la llum sobre els diferents nivells, la qual cosa mostra l'atenció prestada al valor tonal de les superfícies en sintonia amb la pintura manierista vèneta. Es pot parlar per tant de fusió de dues realitats arquitectòniques diferents: la tipologia neopalacial romana i la concepció vèneta segons la qual columnes, arquitraus i arcs tornen a tenir una funció portant.